# Smolary Bytnickie
Smolary Bytnickie – wieś w Polsce położona w województwie lubuskim, w powiecie krośnieńskim, w gminie Bytnica.
Smolary Bytnickie są przysiółkiem miejscowości Bytnica oddalonym od niej ok. 4 km. Na terenie przysiółka znajduje się 5 budynków mieszkalnych oraz budynki szkółki leśnej.
W latach 1975–1998 miejscowość administracyjnie należała do województwa zielonogórskiego.